# Tapaiuna
Tapaiuna is een geslacht van halfvleugeligen uit de familie schuimcicaden (Cercopidae). De wetenschappelijke naam van dit geslacht is voor het eerst geldig gepubliceerd in 1968 door Fennah.

## Soorten
Het geslacht Tapaiuna  is monotypisch en omvat slechts de volgende soort:
- Tapaiuna pehlkei (Schmidt, 1909)